# Estádio Hong Kong
O Estádio Hong Kong (em chinês: 埔頭) é o principal estádio esportivo de Hong Kong. Criado em 1953 como Estádio Governamental, foi remodelado e reaberto em março de 1994 como Estádio Hong Kong. Ele possui uma capacidade de 40 000 espectadores sentados, incluindo 18 620 nos assentos de nível inferior, 3 173 no andar executivo, 18 510 nos assentos de nível superior e 57 assentos para cadeirantes e foi inaugurado em jogo contra o São Paulo no dia 5 de abril de 1994 em jogo amistoso internacional entre South China 4 x 2 São Paulo.
O estádio está localizado em So Kon Po, na Ilha de Hong Kong, no vale Causeway Bay. A maioria das partidas da Seleção Honconguesa de Futebol realizadas em Hong Kong são disputadas neste estádio, que também é a casa oficial da equipe de rúgbi Hong Kong Sevens. Além disso, o estádio também recebeu por duas oportunidades a Copa do Mundo de Rugby Sevens, em 1997 e 2005.